# Brouwerij Tsjoen

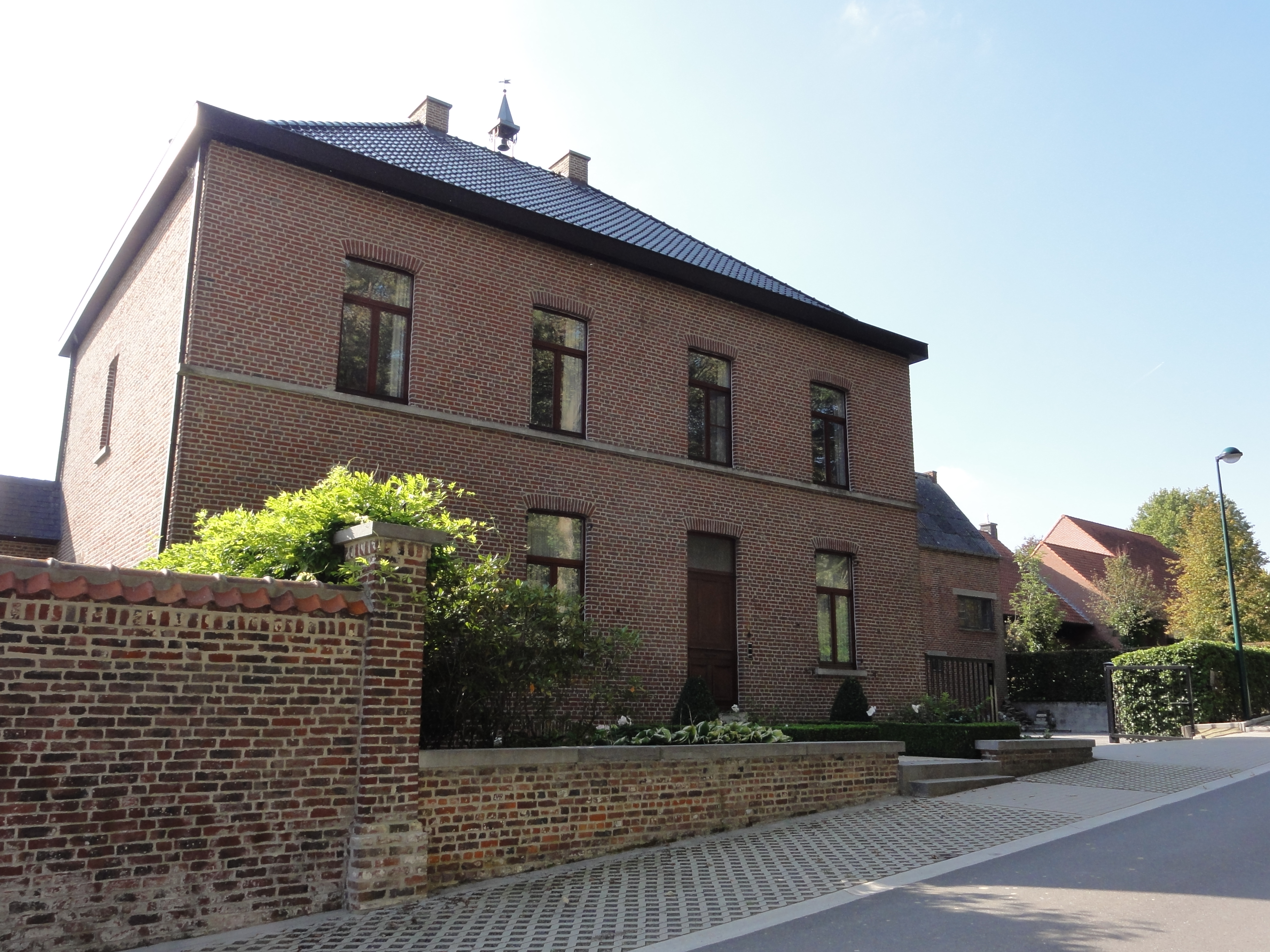
De woning van brouwer Charles Tsjoen.

Brouwerij T'sjoen, sinds begin 1900 bekend als Brouwerij De Fontein, was gevestigd in de Fonteinstraat te Wannegem, een dorp gelegen in de gemeente Kruisem, in de Belgische provincie Oost-Vlaanderen.
Reeds in 1800 werd er actief gebrouwen door Phillipus T'sjoen. Er volgden 5 generaties, over 7 verschillende brouwers gespreid. In 1964 werd er voor de laatste keer gebrouwen door de gebroeders Jozef en Leon T'sjoen.
In 1958 won Super DD (super dubbele densiteit) op de wereldbierprijskamp de prijs voor beste bier van hoge gisting beneden de 7 graden.  Dit was meteen ook het hoogtepunt uit de geschiedenis van de brouwerij.
Brouwer Charles T'sjoen (1877-1948) was, samen met zijn broer Remi en twee andere dorpelingen, tijdens de Eerste Wereldoorlog actief in het verzet en bespioneerde de Duitse troepenbewegingen. In 1940 werd Charles T'sjoen, als vergelding voor zijn acties tijdens de Eerste Wereldoorlog, een jaar gevangengenomen door de Duitse troepen.
Op de voormalige brouwerijsite is heden enkel nog het herenhuis, de schuur en de waterput te zien.

## Merken
- Prima Bruin
- Speciaal Prima Bruin
- Tafelbier
- Export
- Extra Stout
- Balder Pils
- Kenia Pils
- Unic Pils - 33 cl
- Unic Pils - 25 cl
- Extra Bock
- Kriekbier
- Super DD